# Julianus (Diakon)
Julianus (* in Ägina, Griechenland; † um 400 in Isola San Giulio) war ein griechischer Diakon, welcher der Überlieferung zufolge zusammen mit seinem Bruder, dem Priester Julius, von Kaiser Theodosius I. beauftragt wurde, im piemontesischen Raum die Bevölkerung zu christianisieren.
Die Lebensbeschreibung von Julius und Julianus wurde im 7. Jahrhundert aufgezeichnet, stammt in ihren Grundzügen aber wohl aus dem 4. bis 6. Jahrhundert. Es wird als möglich angesehen, dass es sich hierbei um ein und dieselbe Person handelte, aus der im Zuge der Überlieferung ein Brüderpaar wurde.
Der Legenda aurea zufolge sollen die beiden Brüder in Oberitalien hundert Kirchen gegründet haben (darunter eine in Gaudianum, dem heutigen Gozzano bei Novara), die hundertste und letzte Gründung soll um das Jahr 390 eine Kapelle auf der Isola San Giulio gewesen sein; diese Insel trug allerdings im 6. und 7. Jahrhundert den Namen Insula Iuliani. Dort wurde er zunächst zusammen mit seinem Bruder bestattet. Die Gebeine des Julianus kamen 1360 nach Gozzano in eine für ihn erbaute Grabkapelle.
Julianus wird in der römisch-katholischen Kirche als Heiliger verehrt; sein Gedenktag ist der 7. Januar.